# Ceràmica ameríndia

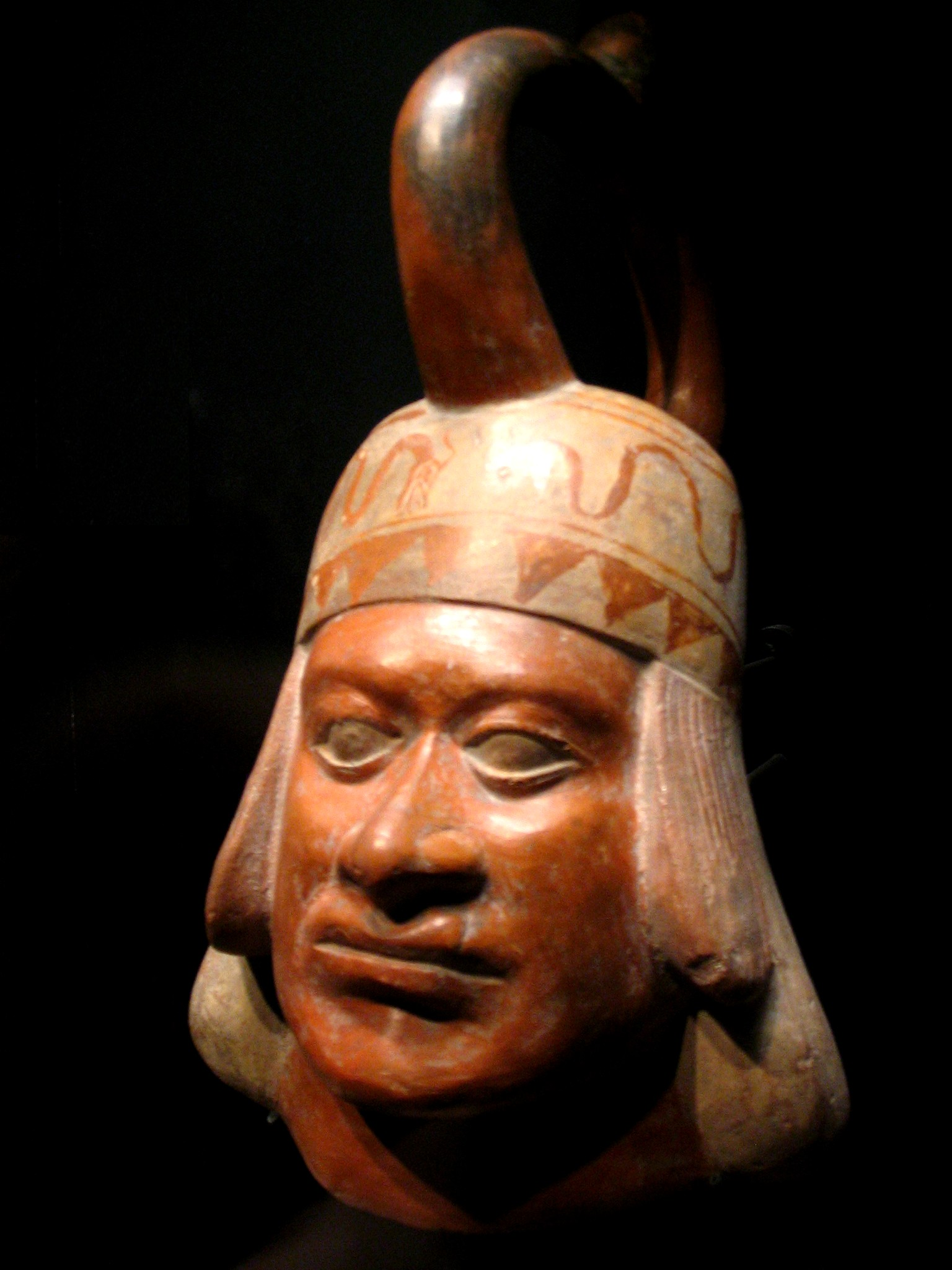
Atuell moche en forma de cap humà, Museu del moll Branly, ca. 100—700 ae, 16 x 29 x 22 cm

La ceràmica precolombina és la ceràmica produïda per pobles del continent americà abans de l'arribada dels europeus a Amèrica. Té almenys 7.500 anys d'història.
Quan els europeus arribaren a Amèrica feren desaparèixer moltes d'aquestes cultures i destruïren nombrosos vestigis de la seua història. Per la seua durabilitat els elements fabricats amb ceràmica proporcionen una valuosa informació arqueològica sobre les diverses cultures dels pobles amerindis.

## Ús
Aquesta ceràmica incloïa atuells utilitaris de cuina, utensilis per servir aliments i recipients en general, canonades, urnes funeràries, encensers, instruments musicals, objectes cerimonials, màscares, joguets, escultures, i altres formes d'art.

## Origen i distribució
Les ceràmiques més antigues del continent americà s'han trobat a la zona inferior de la conca de l'Amazones. Les ceràmiques de la caverna de Pedra Pintada, prop de Santarém, Brasil, tenen entre 7.500 a 5.000 anys d'antiguitat. Les ceràmiques de Taperinha, també prop de Santarém, deuen tenir una antiguitat de 7.000 a 6.000 anys. Alguns dels fragments d'atuells de Taperinho foren trempats, la qual cosa permet datar-los amb carboni radioactiu. Aquestes primeres cultures fabricadores de ceràmiques eren pescadors i recol·lectors de fruits de mar.
Després apareixen registres de ceràmica a la zona nord d'Amèrica del Sud i al llarg de la zona oest d'Amèrica del Sud i cap al nord per Mesoamèrica. S'ha determinat que la ceràmica de la cultura Alaka a Guyana té entre 6.000 i 4.500 anys d'antiguitat. La terrissa de la cultura Sant Jacint s'ha datat de fa 4.530 anys; la de Port Chacho a Colòmbia té 5.315 anys i a Puerto Hormiga, també a Colòmbia, té 5.105 anys. Les ceràmiques de la cultura de Valdivia a Equador es remunten a 3.200 anys i les de la cultura Pandanche a Perú a uns 2.460 anys.
Posteriorment l'artesania en ceràmica es difon cap a Mesoamèrica. Les ceràmiques de Monagrillo a Panamà es remunten al 2140 ae, les de Tronadora a Costa Rica al 1890 ae, i les de Barra a Guatemala al 1682 ae. Les ceràmiques de tradició Purrón, a la zona sud-central de Mèxic, han estat datades cap al 1800 ae, i les de tradició Chajil, al nord-centre de Mèxic, cap al 1600 ae.
L'aparició, però, de ceràmiques al sud-est dels Estats Units no es correspon amb aquest patró. Les ceràmiques de la zona mitjana del riu Savannah a Geòrgia i Carolina del Sud han estat datades cap al 2900 ae, i les ceràmiques de les cultures Orange i Norwood al nord de Florida serien del 2460 ae (totes més antigues que altres ceràmiques datades del nord de Colòmbia). A la resta d'Amèrica del Nord la ceràmica apareix més tard. Les ceràmiques arriben al sud de Florida (Mount Elizabeth) fa 4.000 anys, Nebo Hill (a Missouri) fa 3.700 anys, i Poverty Point (a Louisiana) fa 3.400 anys.

## Classificació segons regions culturals

### Ceràmica mesoamericana
- Tlatilco (circa 1500 ae)
- Olmeca (ca. 800–400 ae)
- Teotihuacan (ca. 300–600)
- Zapoteca (ca. 200–800)
- Mixteca (ca. 900)
- Purépecha (ca. 800–1300)
- Ceràmica maia (ca. 317–1200)
- Remojadas (ca. 750)
- Tolteca-maia (ca. 1200–1500)
- Asteca (ca. 1168–1519)
- Coclé, Panamà, amb els períodes: La Mula (ca. 150 ae–300), Tonosi (ca. 300–550), Cubita (ca. 550–700), i Gran Coclé (ca. 1200–1500).
- Cultura clàssica de Veracruz (ca. 100–1000)

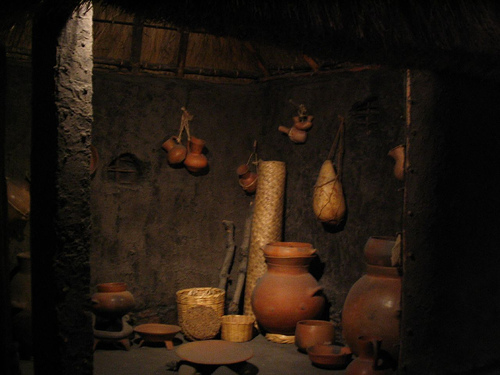
Terrisseria domèstica asteca
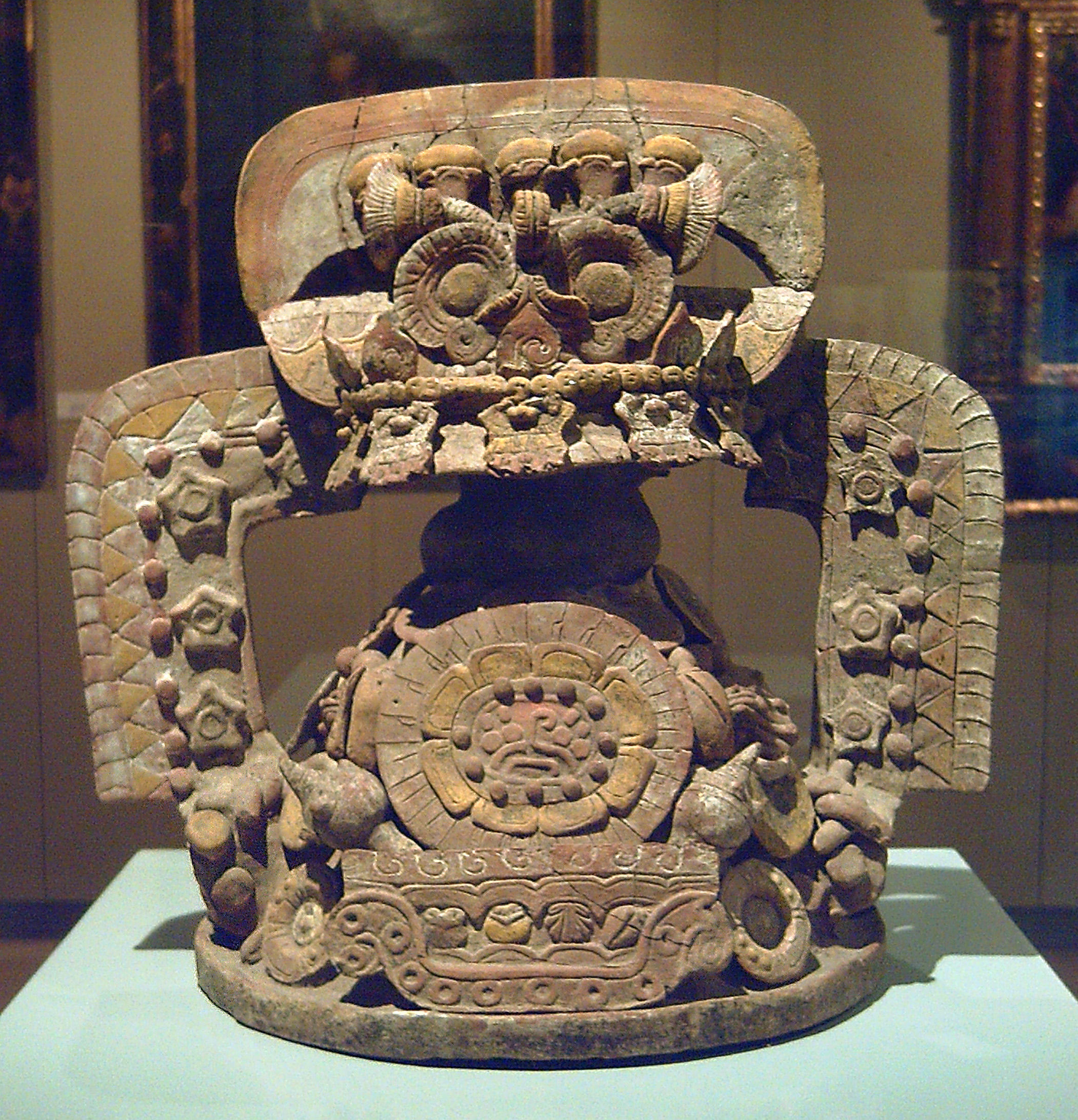
Cremador d'encens de Teotihuacan
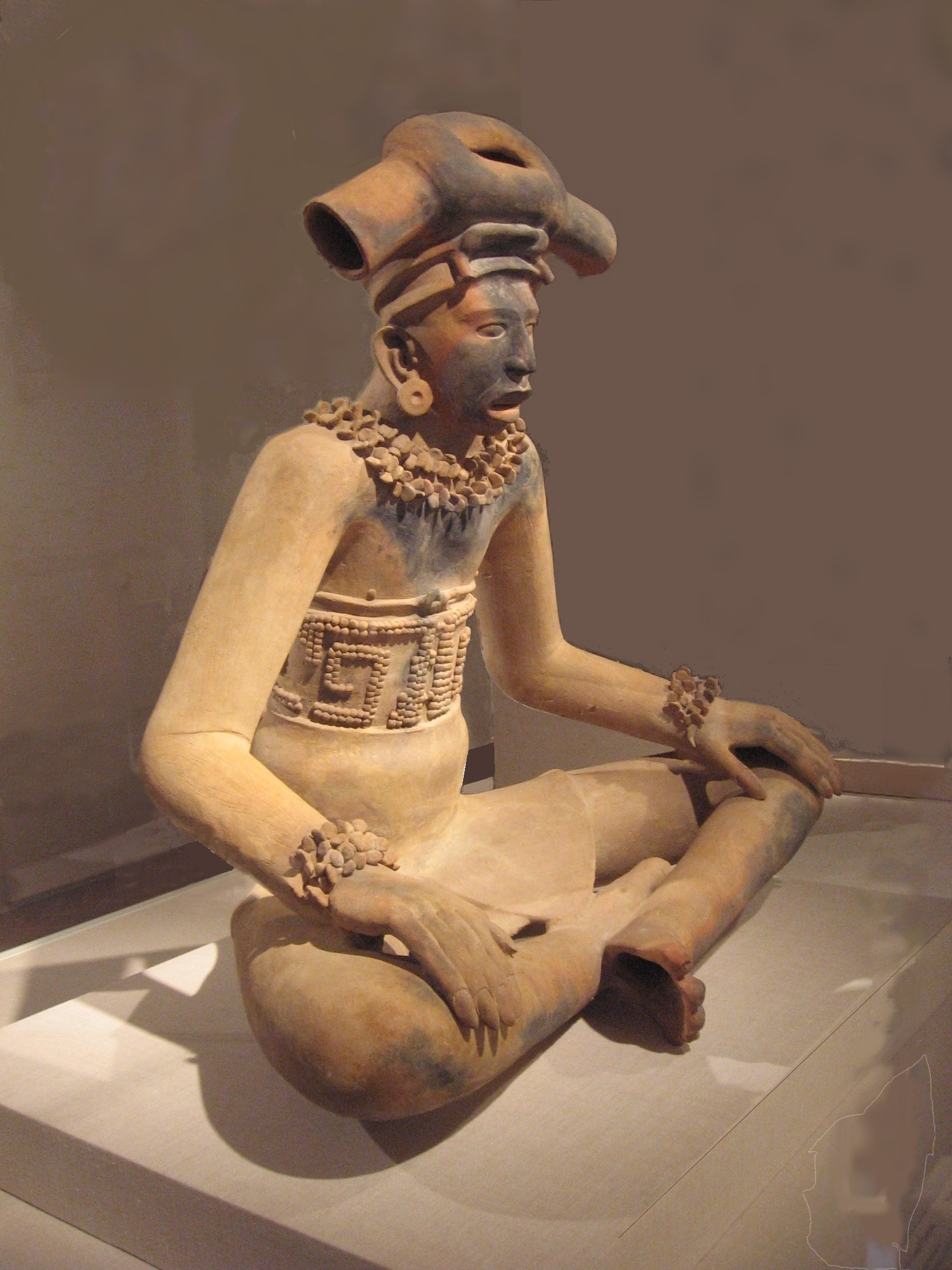
Figura d'un jove cap, cultura clàssica de Veracruz
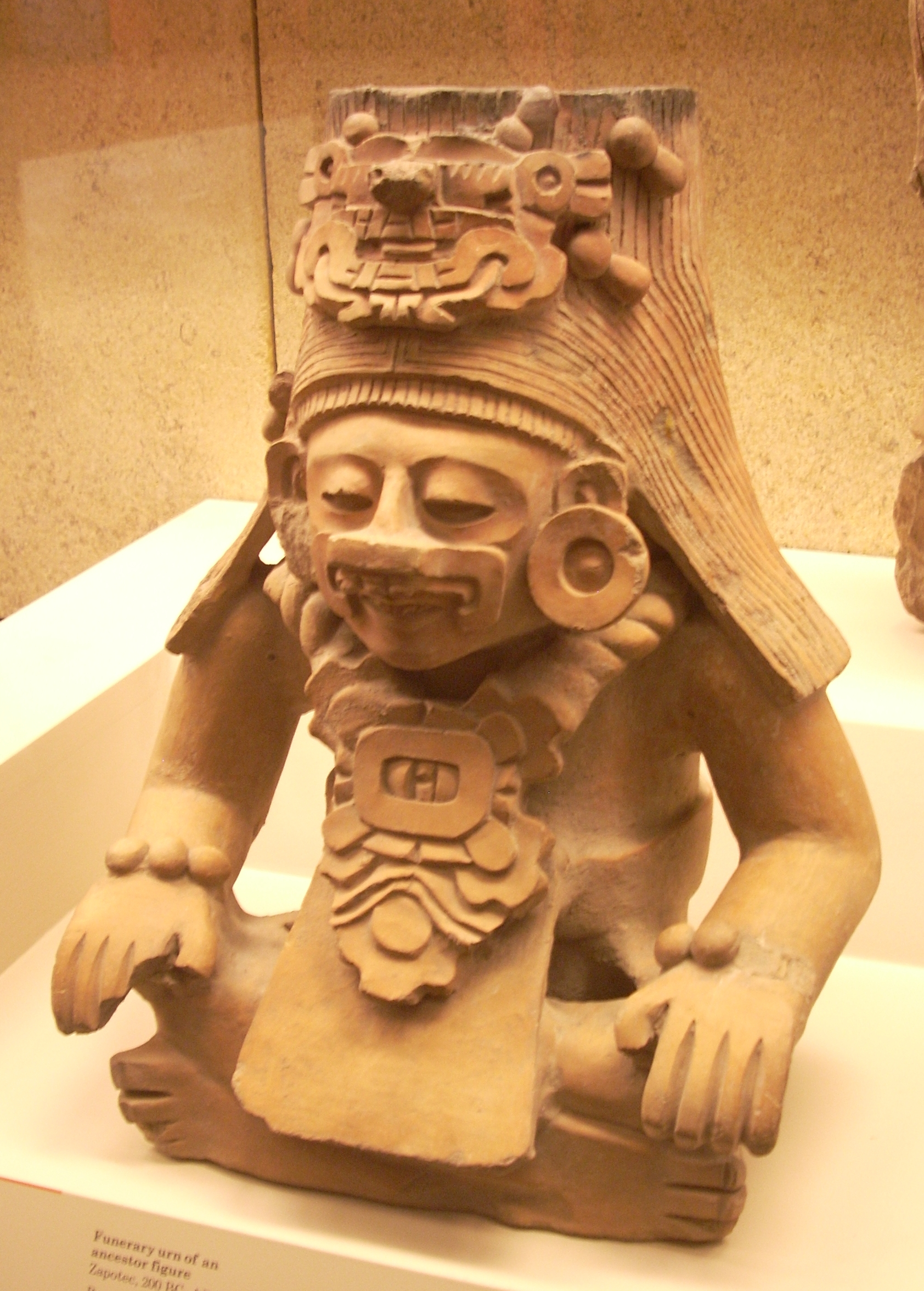
Urna ceràmica zapoteca, 200-800, British Museum
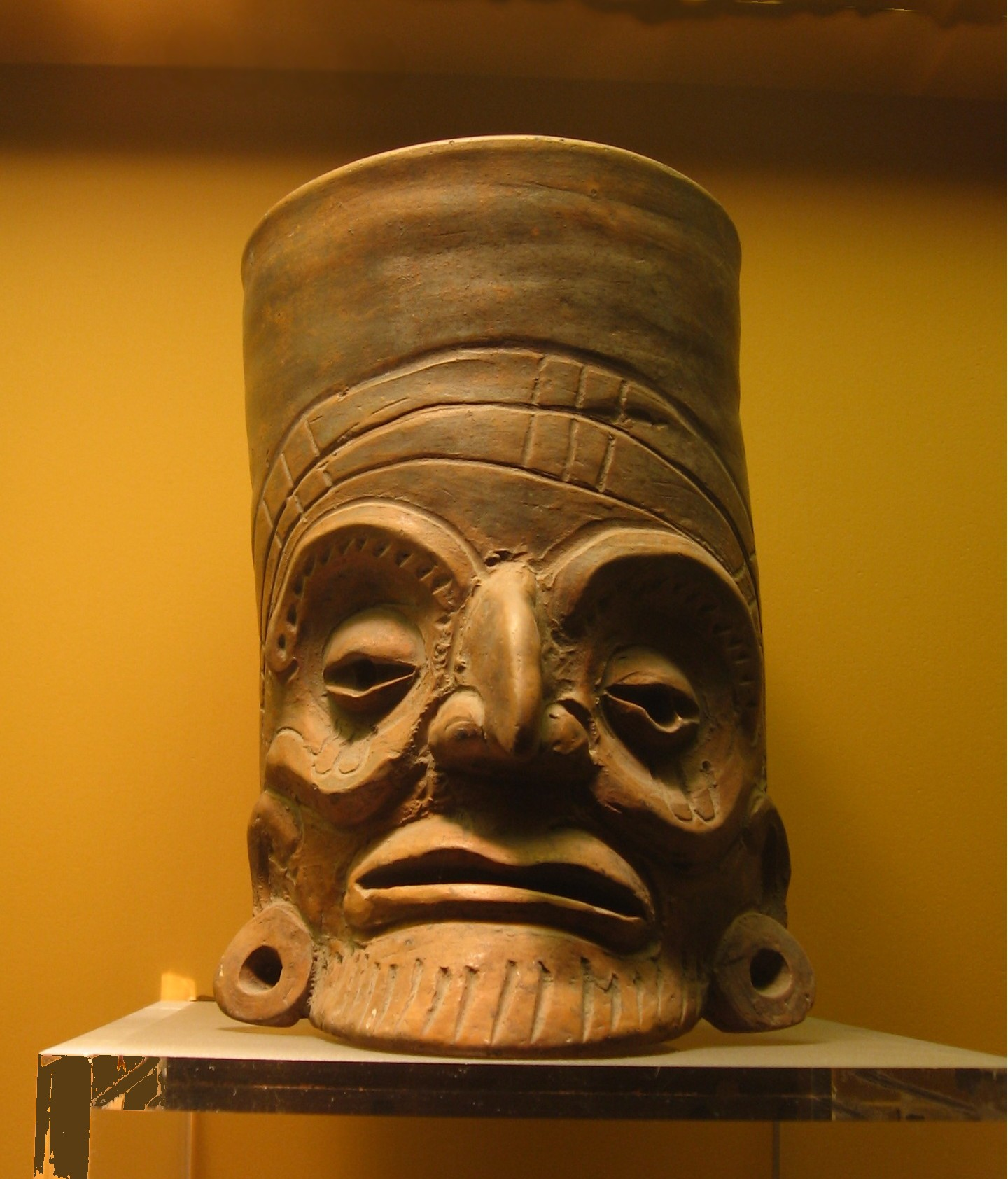
Atuell d'estil taronja tolteca
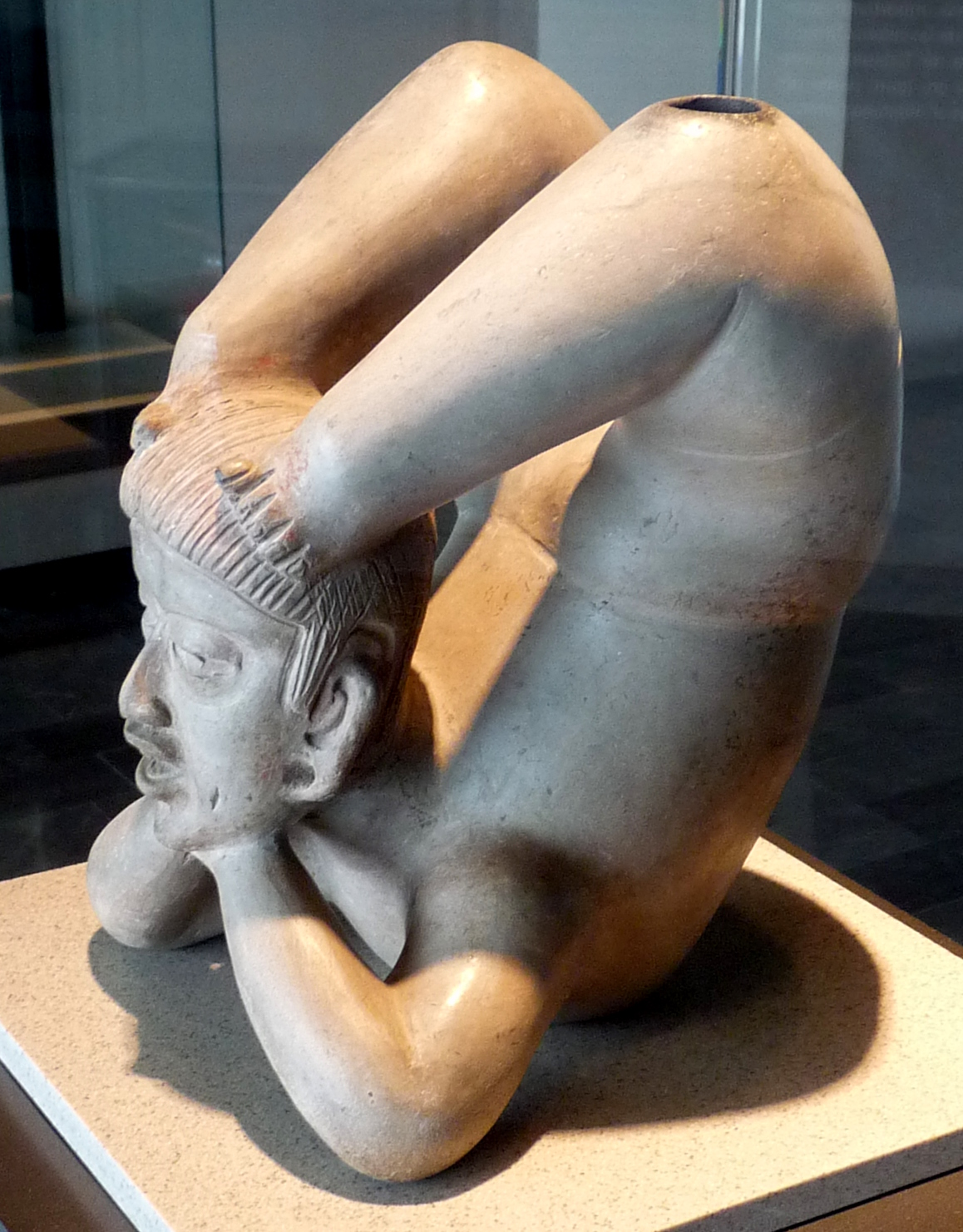
L'Acròbata, Tlatilco

### Amèrica del Nord

#### Àrtic
Diverses comunitats inuit, com la netsilik, sadlermiut, utkuhiksalik i qaernerimiut, van crear ceràmica utilitària en temps històrics, sobretot per emmagatzemar aliments. A Rankin Inlet, Nunavut, Canadà, quan es tancà la mina que contractà gran part de la comunitat, el govern nacional creà el projecte Rankin Inlet de Ceràmica, les produccions del qual s'exhibiren amb èxit a Toronto el 1967. El projecte fracassà finalment, tot i que una galeria local revifà l'interés en la ceràmica inuit en la dècada de 1990.

#### Boscs orientals
- Hopewell és la tradició ceràmica de les diferents cultures locals que formen part de la tradició d'Hopewell (del 200 ae al 400) i se'n troben objectes en jaciments de l'Oest Mitjà nord-americà i sud-est.
- També hi ha la tradició ceràmica de la cultura del Mississipi (800-1600), amb objectes en jaciments de l'Oest Mitjà Oest nord-americà i sud-est.

#### Terres de fusta del sud-est
- Cultura Poverty Point (Punt de Pobresa), Louisiana i Mississipi començaren en el 2200 ae i duraren fins al 700 ae, durant el final del període arcaic americà.
- Cultura Adena, centre dels Estats Units al voltant d'Illinois a Ohio, 3000 ae–2100 ae.
- Ceràmica de la tradició d'Hopewell del centre dels Estats Units a través d'Ohio i Illinois, del 2200 ae- 1600 ae.
- La ceràmica de les cultures del Mississipi, de l'est dels Estats Units, del 800 a l'època històrica, incloent la Cahokia, a Illinois occidental, el principal cacicat del Mississipi, i els Natchez, una tribu històrica coneguda també com una de les últimes de les prefectures del Mississipi cultural del sud-oest.
- Antiga ceràmica de la cultura Fort, feta per un grup d'influència del Mississipi que va florir entre 1000-1750 al llarg del riu Ohio, a les àrees de hui dia al sud d'Ohio, el nord de Kentucky, el sud-est d'Indiana i l'oest de Virgínia Occidental.

#### Gran Conca
Els pobles amerindis de la Gran Conca basaren la ceràmica en la cistelleria. La cultura de Fremont (700-1300) al centre de Utah desenvolupà la ceràmica després de l'agricultura. Los Paiute i Washoe, a la Gran Conca de l'oest, crearen ceràmica utilitària per separat, sense lluir, i de vegades amb dissenys pintats de roig. La vall d'Owens Brown Ware és un exemple de cerámica Paiute-Washoe, que ss'usà per a cuinar, emmagatzemar aliments i aigua en pitxers. Els pitxers d'argila solen dur afegitons per col·locar-hi corretges de transport.

### Oasiamèrica
- Poble ancestral.
- Cultura Mogollón, inclosa la cultura Mimbres.
- Santa Clara, Taos, Pueblo, Hopi, Sant Ildefons, Acoma i Zuni. L'any 1900, María Martínez i el seu marit Julián redescobriren com fer la tradicional ceràmica Negre Negre-on, per la qual cosa el poble de Sant Ildefons aviat es feu famós.